# 北海道道257号留寿都喜茂別線
北海道道257号留寿都喜茂別線（ほっかいどうどう257ごう るすつきもべつせん）は、北海道虻田郡留寿都村と喜茂別町を結ぶ一般道道（北海道道）である。

## 概要

### 路線データ
- 起点：北海道虻田郡留寿都村字留寿都（国道230号交点）
- 終点：北海道虻田郡喜茂別町字留産
- 路線延長：9.1 km（実延長）

## 歴史
- 1957年（昭和32年）3月30日 - 174号として路線認定[1]。
- 1994年（平成6年）10月1日 - 路線番号を257号に変更[2]。

## 路線状況

### 重複区間
- 留寿都村字留寿都（北海道道66号岩内洞爺線）
- 喜茂別町字比羅岡（国道276号）

## 地理

### 通過する自治体
- 後志総合振興局
  - 虻田郡
    - 留寿都村
    - 真狩村
    - 喜茂別町

### 交差する道路
留寿都村
- 国道230号 - 留寿都（起点）
- 北海道道66号岩内洞爺線 - 留寿都（重複）

喜茂別町
- 国道276号 - 比羅岡（重複）

### 沿線にある施設など
留寿都村
- 羊蹄山ろく消防組合消防署留寿都支署 - 留寿都226-7

真狩村
- 独立行政法人種苗管理センター北海道中央農場後志分場 - 字美原276